# In-N-Out Burger
Pour les articles homonymes, voir In and out.
 (juillet 2019).
In-N-Out Burger est une chaîne de restauration rapide implantée dans l'Ouest américain. Fondée en 1948 par Harry et Esther Snyder, les menus proposés par cette chaîne américaine se caractérisent par leur extrême simplicité : frites, hamburgers et cheeseburgers.
Cette chaîne de burgers compte plusieurs centaines de restaurants dans l'Ouest des États-Unis (Californie, Arizona, Nevada, Oregon, Idaho, Utah, et Texas). Proposant des burgers, elle propose également des frites traditionnelles dont les pommes de terre sont coupées entières à la vue du client passant commande au comptoir.

## Histoire

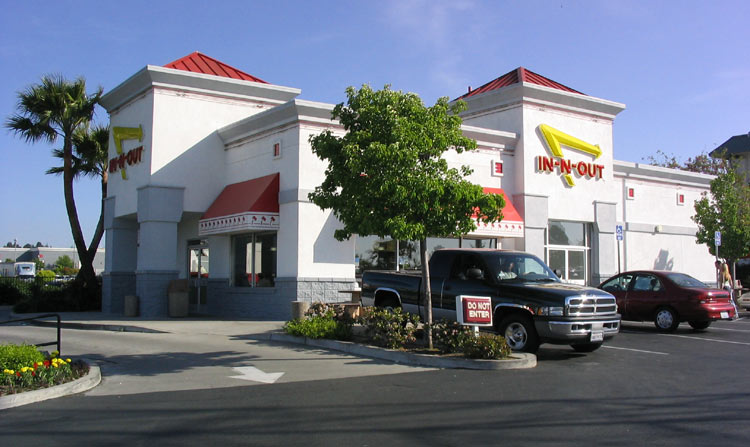
Restaurant de Pinole en Californie

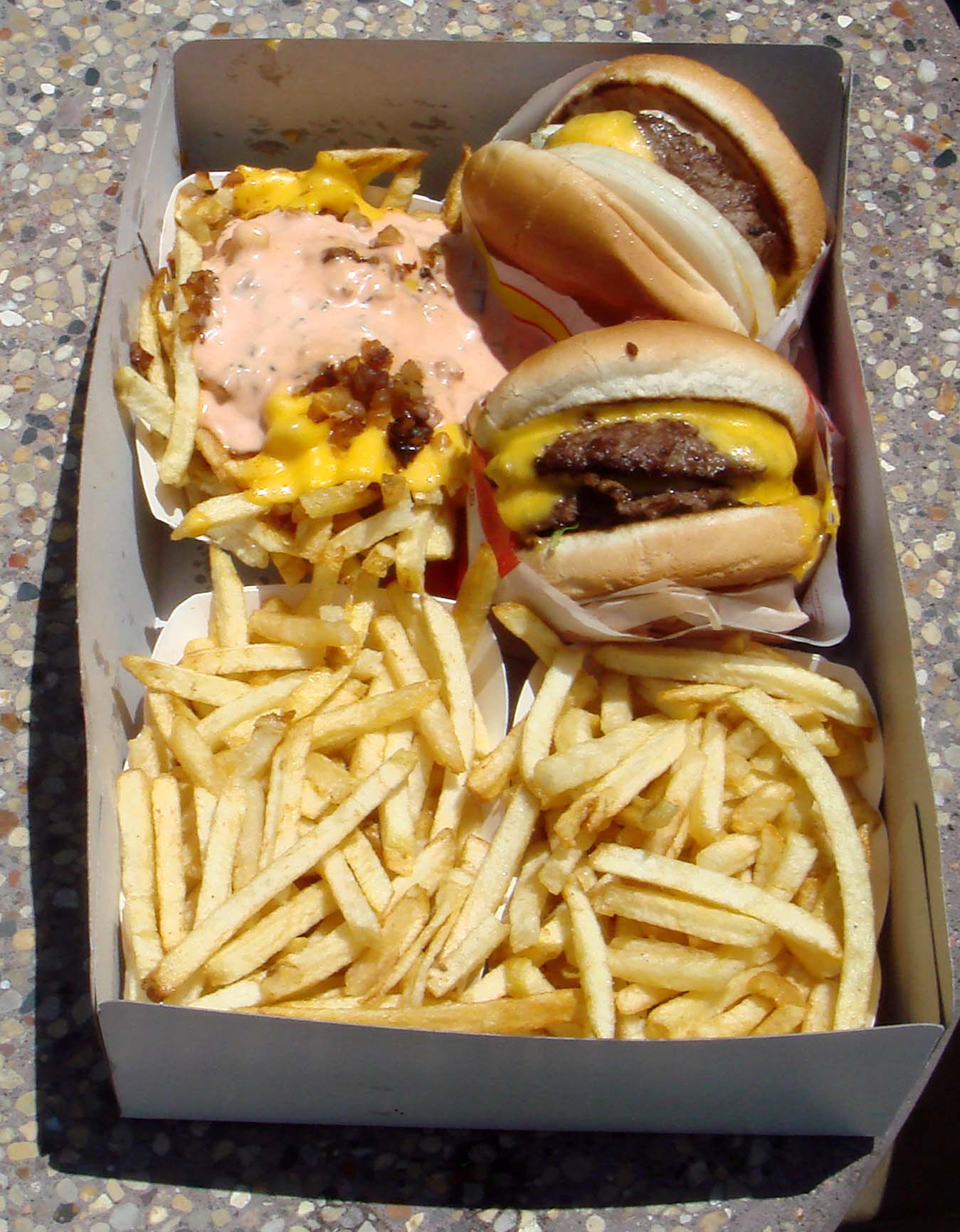

### Première génération
Le premier In-N-Out est ouvert à Baldwin Park par Harry Snyder et son épouse Esther en 1948. Leur formule consiste à « donner au client, la nourriture la plus fraiche, de la meilleure qualité qu'on puisse trouver et leur offrir un service chaleureux dans un lieu d'une propreté étincelante. » ((en) « Give customers the freshest, highest quality foods you can buy and provide them with friendly service in a sparkling clean environment. ») Trois ans plus tard, un second restaurant est ouvert dans la Vallée de San Gabriel. L'entreprise reste modeste jusqu'aux années 1970. À la mort de Harry Snyder, en 1976, la chaîne ne compte que 18 restaurants.

### Deuxième génération
En 1976, Rich Snyder, alors âgé de 26 ans, devient président d'In-N-Out à la mort de son père. Avec son frère, ils ont commencé leur carrière en travaillant comme simples équipiers. À la tête de l'entreprise familiale, il va faire croître la chaîne qui va dépasser les 90 restaurants en 20 ans.
En 1992, la chaîne se déploie hors de la Californie du Sud et ouvre un restaurant à Las Vegas, Nevada, puis dans la Baie de San Francisco. En 1993, après avoir ouvert leur 93e restaurant à Fresno, Californie, Rich et 4 autres passagers meurent dans un accident d'avion.
Après la mort de Rich, c'est son frère qui prend la main jusqu'en 1999, quand il décède d'une overdose de Vicodin. Il est président d'In-N-Out pendant seulement 6 ans, mais pendant ce laps de temps la chaîne passe de 93 restaurants à 140. À partir de 1999 la présidence est prise par sa mère, Esther.
Alors que la compagnie ne cesse de croître, cela devient de plus en plus difficile de rester une entreprise familiale. Esther Snyder meurt en 2006, âgée de 86 ans. Mark Taylor, qui était vice-président, devient alors président. Il est le premier à ne pas être issu de la famille Snyder.
En 2010, Lynsi Snyder, petite-fille de Harry, reprend la présidence de la société.

Comtés avec au moins un emplacement In-N-Out (en mars 2020). Depuis 1992, In-N-Out s'est étendu au-delà de la Californie en Arizona, Nevada, Texas, Utah, Oregon, et plus récemment au Colorado.

## Menus
Le menu In-N-Out ne contient que trois variétés de burgers : hamburger, cheeseburger, et Double-Double (double burger et double fromage). Ils sont accompagnés de frites fraîches et d'une fontaine à soda (boisson à volonté), mais également de trois différents milkshakes.
Le hamburger est composé de salade, tomate, oignons et d'une sauce appelée « spread ».